# USS Glover
L'USS Glover (FF-1098) était une frégate de classe Garcia de l’United States Navy, modifiée dès l’origine pour la recherche et mise en service sous le nom d’AGDE-1 le 3 novembre 1965. L’USS Glover a été mis en chantier le 29 juillet 1963 par la Bath Iron Works, à Bath (Maine) et lancé le 17 avril 1965 avec pour marraines Mme William S. Pederson, Sr., et Mme Claude V. Signer, arrière-arrière-arrière-petites-filles du général John Glover.
Équipé d’un sonar et d’armes anti-sous-marines de technologie avancée, l’USS Glover a été conçu pour servir d’escorteur de recherche expérimentale pour le développement et l’essai des derniers systèmes d'armes anti-sous-marines. Sa propulsion par hydrojet réduisait le bruit sous-marin et des ailerons stabilisateurs contrôlés par gyroscope réduisaient le roulis de l’océan. En tant que navire de recherche, il testa des équipements conçus pour détecter et suivre plus facilement les sous-marins ennemis, et évalua les tactiques et les procédures qui seront utilisées sur les futures classes d’escorteurs. Capable de participer à des opérations offensives contre les sous-marins, il fournit un soutien aux groupes Hunter-killer, aux forces amphibies et aux convois océaniques.

## Historique
L'USS Glover a rejoint la flotte américaine de l'Atlantique en 1966 en tant qu’unité des forces de croiseurs-destroyers et a opéré le long de la côte atlantique et dans les Caraïbes.

### 1966 à 1974
En 1966, le Glover (AGDE-1) a été modifié au chantier naval de Boston avec du matériel électronique de test et d’enregistrement des données. En 1968, il retourna au chantier naval de Boston pour d’autres modifications et l’ajout d’un sonar à profondeur variable. En 1970, il a effectué sa première traversée de l’Atlantique et sa première croisière en Méditerranée, visitant des ports en Espagne, France, Italie et Grèce. Alors qu’il effectuait des essais de sonar en Méditerranée, il a été observé de très près par les navires de la marine soviétique. L’un d’entre eux a presque embouti l’arrière du navire alors qu’il tentait d’observer de près le sonar à profondeur variable. En septembre 1974, il entra au chantier naval de Boston pour des modifications.
Le sénateur américain Rick Scott (R-Floride) a été opérateur radar sur l’USS Glover de 1971 à 1974.

### 1974 à 1994
L’USS Glover a été redésigné AGFF-1 en 1975, et rebaptisé frégate (FF-1098) en 1979. L’USS Glover a subi une révision majeure au chantier naval de South Boston en 1988, avec un réaménagement de la chaudière et une nouvelle révision du sonar. Il a été désarmé le 15 juin 1990, transféré au Military Sealift Command (MSC) en tant que navire de recherche pour EDO Corporation et NUSC et reclassifié sous le nom de USNS Glover (T-AGFF 1). Il a été mis au rebut au chantier naval de Philadelphie en 1994.

## Distinctions
- Coast Guard Unit Commendation
- Coast Guard Meritorious Unit Commendation
- Navy Expeditionary Medal
- National Defense Service Medal

En plus de ce qui précède, Glover reçut une lettre de recommandation du Secrétaire à la Marine des États-Unis.